# ایگور پیسانجوک
ایگور پیسانجوک (اوکراینی: Ігор Писанюк؛ زادهٔ ۲۴ اکتبر ۱۹۸۹) بازیکن فوتبال اهل کانادا است.
از باشگاه‌هایی که در آن بازی کرده‌است می‌توان به باشگاه فوتبال فرنتس‌واروش و باشگاه ورزشی واشاش اشاره کرد.
وی همچنین در تیم‌های ملی فوتبال Canada men's national under-20 soccer team و Canada men's national under-23 soccer team بازی کرده‌است.